# Ministère de Jésus
 (avril 2024).
La mise en forme du texte ne suit pas les recommandations de Wikipédia : il faut le « wikifier ».
Les points d'amélioration suivants sont les cas les plus fréquents. Le détail des points à revoir est peut-être précisé sur la page de discussion.
- Les titres sont pré-formatés par le logiciel. Ils ne sont ni en capitales, ni en gras.
- Le texte ne doit pas être écrit en capitales (les noms de famille non plus), ni en gras, ni en italique, ni en « petit »…
- Le gras n'est utilisé que pour surligner le titre de l'article dans l'introduction, une seule fois.
- L'italique est rarement utilisé : mots en langue étrangère, titres d'œuvres, noms de bateaux, etc.
- Les citations ne sont pas en italique mais en corps de texte normal. Elles sont entourées par des guillemets français : « et ».
- Les listes à puces sont à éviter, des paragraphes rédigés étant largement préférés. Les tableaux sont à réserver à la présentation de données structurées (résultats, etc.).
- Les appels de note de bas de page (petits chiffres en exposant, introduits par l'outil «  Source ») sont à placer entre la fin de phrase et le point final[comme ça].
- Les liens internes (vers d'autres articles de Wikipédia) sont à choisir avec parcimonie. Créez des liens vers des articles approfondissant le sujet. Les termes génériques sans rapport avec le sujet sont à éviter, ainsi que les répétitions de liens vers un même terme.
- Les liens externes sont à placer uniquement dans une section « Liens externes », à la fin de l'article. Ces liens sont à choisir avec parcimonie suivant les règles définies. Si un lien sert de source à l'article, son insertion dans le texte est à faire par les notes de bas de page.
- La présentation des références doit suivre les conventions bibliographiques. Il est recommandé d'utiliser les modèles {{Ouvrage}}, {{Chapitre}}, {{Article}}, {{Lien web}} et/ou {{Bibliographie}}. Le mode d'édition visuel peut mettre en forme automatiquement les références.
- Insérer une infobox (cadre d'informations à droite) n'est pas obligatoire pour parachever la mise en page.

Pour une aide détaillée, merci de consulter Aide:Wikification.
Si vous pensez que ces points ont été résolus, vous pouvez retirer ce bandeau et améliorer la mise en forme d'un autre article.

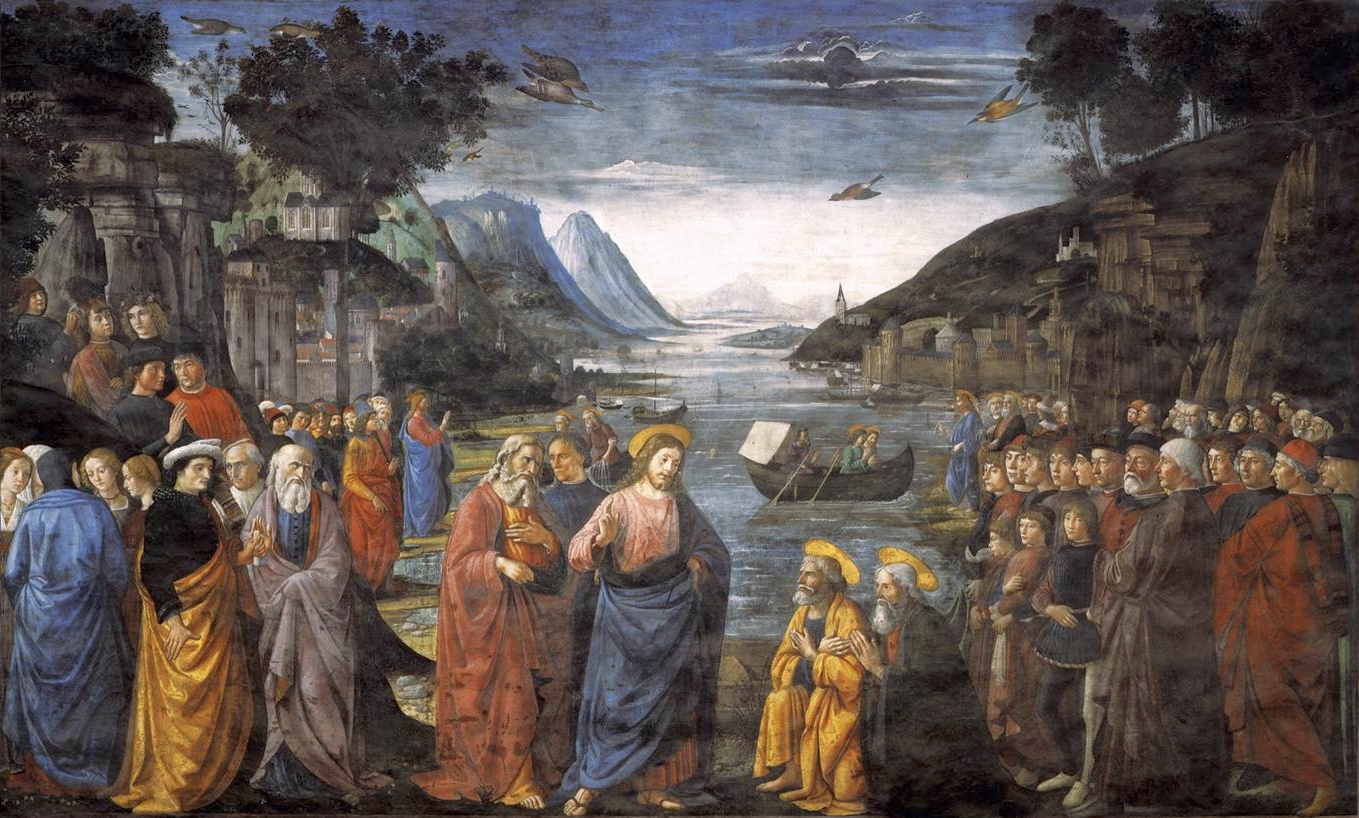
La Vocation des premiers apôtres Pierre et André (1481) par Domenico Ghirlandaio

Le ministère de Jésus, dans les évangiles canoniques, commence avec le baptême proche du Jourdain par Jean le Baptiste, et se termine à Jérusalem en Judée, suivant la Cène avec ses disciples. L'Évangile selon Luc (Luc 3:23) déclare que Jésus avait "environ 30 ans" au début de son ministère,. Une chronologie de Jésus situe typiquement la date du commencement de son ministère à environ 27-29 apr. J.-C. et la fin à la portée de 30-36 apr. J.-C.,,.
Le premier ministère galiléen de Jésus commence lorsqu'après son baptême, il retourne en Galilée de sa tentation dans le désert de Judée. Dans cette première période, il prêche autour de la Galilée et recrute ses premiers disciples qui commencent à voyager avec lui et éventuellement à former le cœur du christianisme primitif, comme on le croit que les apôtres dispersés de Jérusalem pour avoir trouvé les sièges apostoliques. Le grand ministère galiléen qui commence en Matthieu 8 contient l'institution des douze apôtres, et couvre la plupart du ministère de Jésus en Galilée,. Le dernier ministère galiléen commence après la décollation de Jean Baptiste tandis que Jésus se prépare à aller à Jérusalem,.
Dans le ministère Judéen ultérieur Jésus commence son voyage final à Jérusalem à travers la Judée,,,. Comme Jésus voyage vers Jérusalem, dans le ministère Périen ultérieur, environ un tiers de la descente de la Mer de Galilée (un lac d'eau douce en fait) le long du Jourdain, il retourne là où il fut baptisé,,.
Le ministère final à Jérusalem est parfois appelé la Semaine sainte et commence avec l'entrée de Jésus à Jérusalem. Les évangiles fournissent plus de détails sur le dernier ministère que les autres périodes, consacrant environ un tiers de leur texte à la semaine sainte.

## Vue d'ensemble

La Judée, la Galilée et les régions voisines pendant le ministère de Jésus

Les récits de l'évangile situe le commencement du ministère de Jésus dans la campagne de la province romaine de Judée, proche du Jourdain.
Les évangiles présentent le ministère de Jean le Baptiste comme le précurseur de cela de Jésus et le baptême de Jésus comme marquant le début du ministère de Jésus, après quoi Jésus voyage, prêche et réalise des miracles,,. Le baptême de Jésus est généralement considéré comme étant le début de son ministère, et la Cène comme en étant la fin,.Cependant, certains auteurs considèrent également la période entre la Résurrection et l'Ascension comme faisant partie du ministère de Jésus.
Luc 3:23 déclare que Jésus avait "environ 30 ans" au début de son ministère. Il y a eu différentes approches en estimant la date du commencement du ministère de Jésus,,,. Une approche, basée en combinant une information de l'Évangile selon Luc avec des données historiques sur l'Empereur Tibère cède une date environ 28-29 apr. J.-C., tandis qu'une deuxième approche indépendante basée sur des déclarations dans l'Évangile selon Jean ainsi qu'une information historique de Josèphe sur le Temple à Jérusalem mènent à une date environ 27-29 apr. J.-C.,,,,.
Dans le Nouveau Testament, la date de la Cène est vraiment proche avant la date de la crucifixion de Jésus (d'où son nom). Un intellectuel estime la date de la crucifixion généralement tombant à la portée 30-36 apr. J.-C.,.
Les trois Évangiles synoptiques mentionnent une seule Pâque, précisément la Pâque à la fin du ministère de Jésus lorsqu'il est crucifié (à l'exception de l'Évangile selon Luc, qui narre une visite à la Sainte Famille pour la Pâque quand Jésus a douze ans). Il y a trois références à la Pâque dans l'Évangile selon Jean : 2:13, 6:4, et 12:1. Certains affirment que l'Évangile selon Jean mentionne seulement deux Pâque, une au début du ministère de Jésus et la seconde à la fin du ministère de Jésus, et que la troisième référence à la Pâque est uniquement une prévision de la deuxième Pâque dans l'Évangile selon Jean. Mais de nombreux travaux académiques reconnaissent que beaucoup de temps passe entre 6:4, "la Pâque... était proche, " spécialement au début du Chapitre 7 qui inclut même un autre festin, et de nouveau à 10:22 une autre saison passe ainsi que la Fête de la Dédicace.
Cette troisième référence à une Pâque dans l'Évangile selon Jean est pourquoi beaucoup insinuent que le ministère de Jésus fût une période d'environ trois années. Les intellectuels qui soutiennent un ministère de trois ans, tel que Köstenberger ayant déclaré que l'Évangile selon Jean fournit simplement un récit plus détaillé,,.
Pendant le ministère de Jésus, le tétrarque régnant sur la Galilée et la Pérée lors de cette période était Hérode Antipas, qui obtint la position sur la division des territoires suivant la mort de Hérode Ier le Grand en 4 av. J.-C..

## Baptême et début du ministère

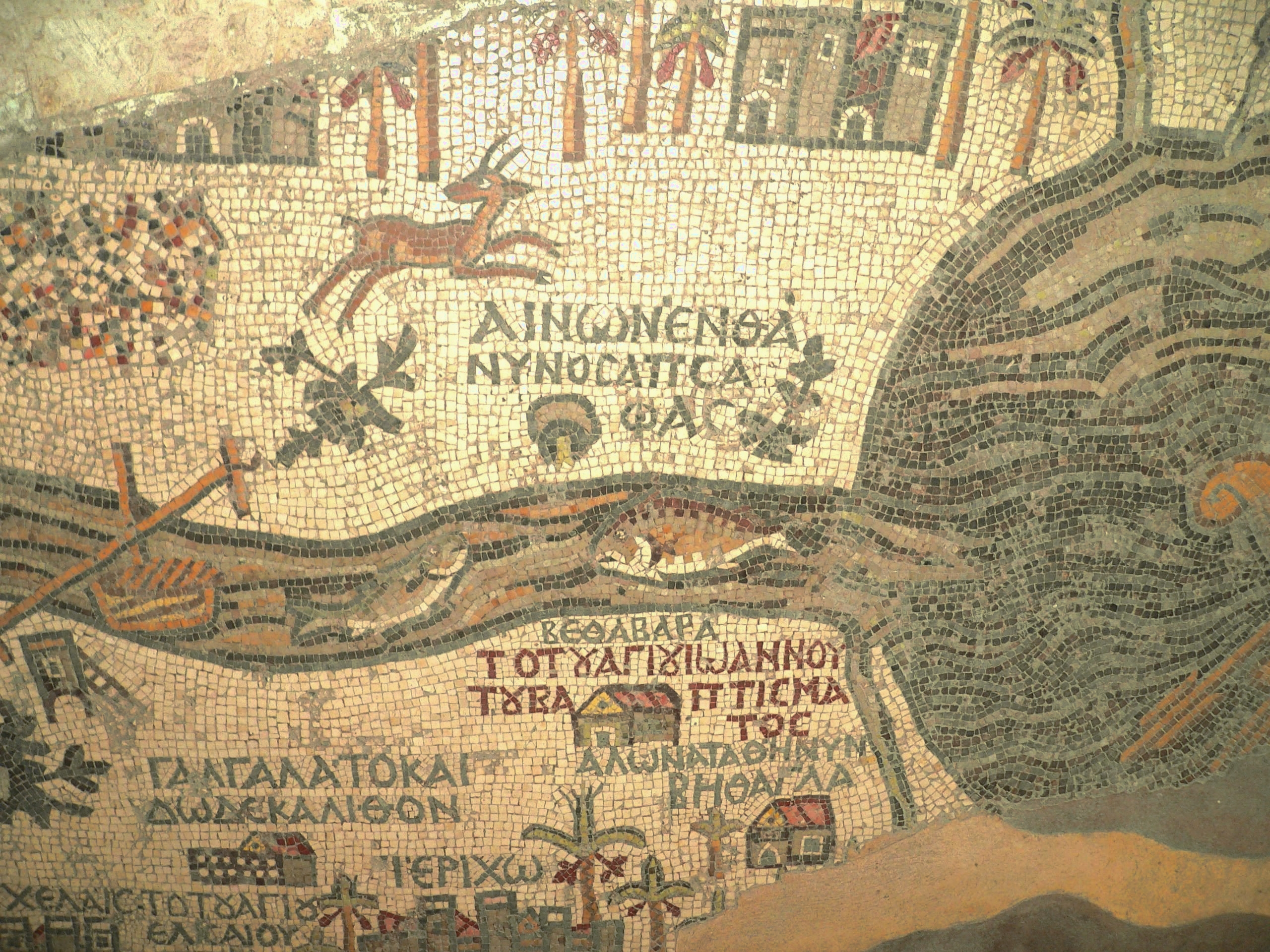
Partie de la Carte de Madaba, montrant Al-Maghtas l'appelant l'endroit où Jean baptisait

Les évangiles présentent le ministère de Jean le Baptiste comme le précurseur de cela de Jésus et le Baptême de Jésus comme marquant le début du ministère de Jésus,,.
Dans son sermon en Actes 10:37-38, délivré dans la maison de Corneille le centurion, l'Apôtre Pierre donne un aperçu du ministère de Jésus, et mentionne ce qu'il s'est passé "à travers toute la Judée, commençant de la Galilée, après le baptême que Jean prêchait" et que Jésus que "Dieu a oint de l'Esprit Saint et avec puissance" s'était passé "bien faire".
Jean 1:28 précise l'endroit où Jean baptisait comme "la Béthanie au-delà du Jourdain",. Ce n'est pas le village de Béthanie à l'est de Jérusalem, mais la ville d'Al-Maghtas en Pérée. La Pérée est la province à l'est du Jourdain, de l'autre côté de la partie au sud de la Samarie, et bien que le Nouveau Testament ne mentionne pas la Pérée par son nom, Jean 3:23 la mentionne implicitement de nouveau lorsqu'il déclare que Jean baptisait à Aenon, près de Salim, "puisqu'il y avait beaucoup d'eau ici",.L'historien du premier siècle Flavius Josèphe écrivit également dans les Antiquités judaïques (18 5.2) que Jean le Baptiste était emprisonné et puis assassiné dans le Macheronte au bord de la Pérée,.
Luc 3:23 et Luc 4:1 indique de possible activités de Jésus proche du Jourdain autour de la période de son baptême, tout comme la première rencontre avec les disciples de Jean le Baptiste en Jean 1:35-37, où "deux disciples l'ont entendu parler, et ils suivirent Jésus",,.Supposant qu'il y avait deux cas d'Expulsion des marchands du Temple, qui étaient situés à Jérusalem, une référence possible à un premier ministère de Judée pourrait être Jean 2:13-25,,.

## Ministère en Galilée

### Premier ministère galiléen
Le premier ministère galiléen commence lorsque, selon Matthieu, Jésus retourne en Galilée du désert de Judée, après avoir rabroué la tentation de Satan. Dans cette première période, Jésus prêche autour de la Galilée et, dans Matthieu 4:18-20, ses premiers disciples le rencontre, ils commencent à voyager avec lui et à éventuellement former le cœur du christianisme primitif,.
L'Évangile selon Jean contient les Noces de Cana comme étant le premier miracle de Jésus prenant place dans cette première période du ministère, avec son retour en Galilée,. Quelques villages en Galilée ont été insinuées comme la localisation de Cana,.
Le retour de Jésus en Galilée suit l'arrestation de Jean le Baptiste. Les premiers enseignements de Jésus conduisent au rejet de Jésus dans sa patrie quand en Luc 4:16-30 Jésus dit dans une Synagogue : "Aucun prophète n'est bien accueilli dans sa patrie" et les gens le rejettent.
Dans cette première période, la réputation de Jésus comme à se répandre à travers la Galilée. En Marc 1:21-28 et Luc 4:31-37, Jésus se rend à Capharnaüm, où les gens sont "étonnés de son enseignement; pour sa parole était avec autorité", dans l'épisode de la guérison d'un possédé à Capharnaüm, qui est suivie par la guérison de la belle-mère de Pierre,.
Luc 5:1-11 inclut le premier épisode de la première Pêche miraculeuse dans lequel Jésus dit à Pierre, "désormais tu seras pêcheur d'hommes". Pierre laisse son filet et, avec lui, Jacques et Jean, les fils de Zébédée, suit Jésus comme disciples par la suite,,.
Cette période inclut le Sermon sur la montagne, un des discours majeurs de Jésus dans Matthieu, et le Discours dans la plaine dans l'Évangile selon Luc,. Le Sermon sur la montagne, qui couvre les chapitres 5, 6 et 7 de l'Évangile selon Matthieu, est le premier des Cinq Discours de Matthieu et est la plus longue partie de l'enseignement de Jésus dans le Nouveau Testament. Il comprend de nombreux enseignements moraux de Jésus et inclut les Béatitudes ainsi que le Notre Père largement récité.

Les Béatitudes sont exprimées comme huit bénédictions dans le Sermon sur la montagne dans Matthieu, et quatre bénédictions similaires apparaissent dans le Discours dans la plaine dans Luc, où elles sont suivies par quatre malheurs que reflètent les bénédictions. Les Béatitudes présentent les plus grands idéaux des enseignements de Jésus sur la miséricorde, la spiritualité et la compassion,.

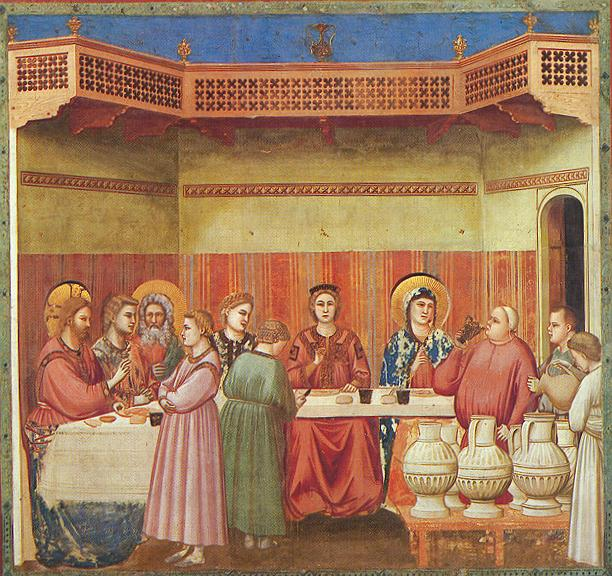
Noces de Cana
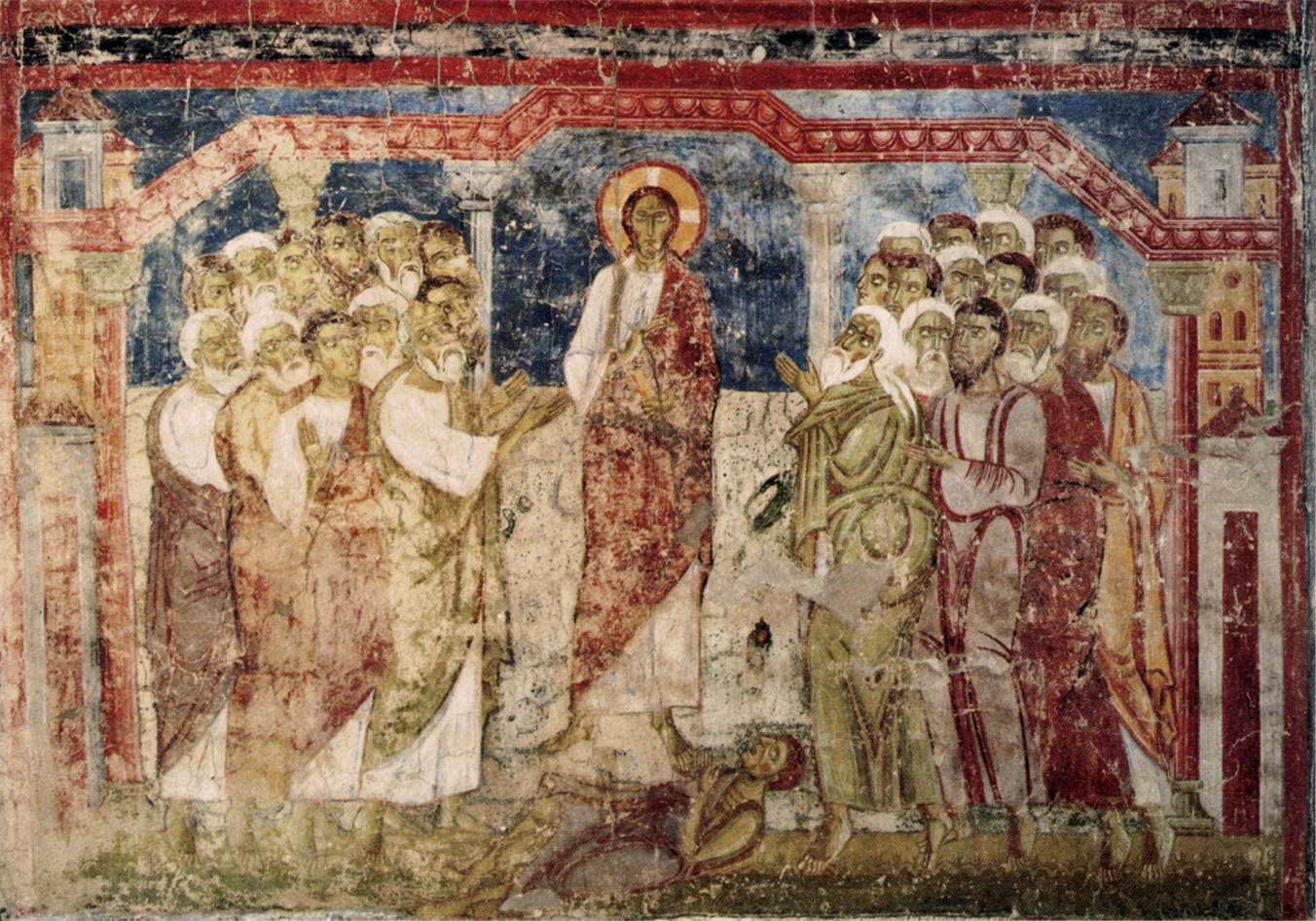
Guérison d'un possédé à Capharnaüm
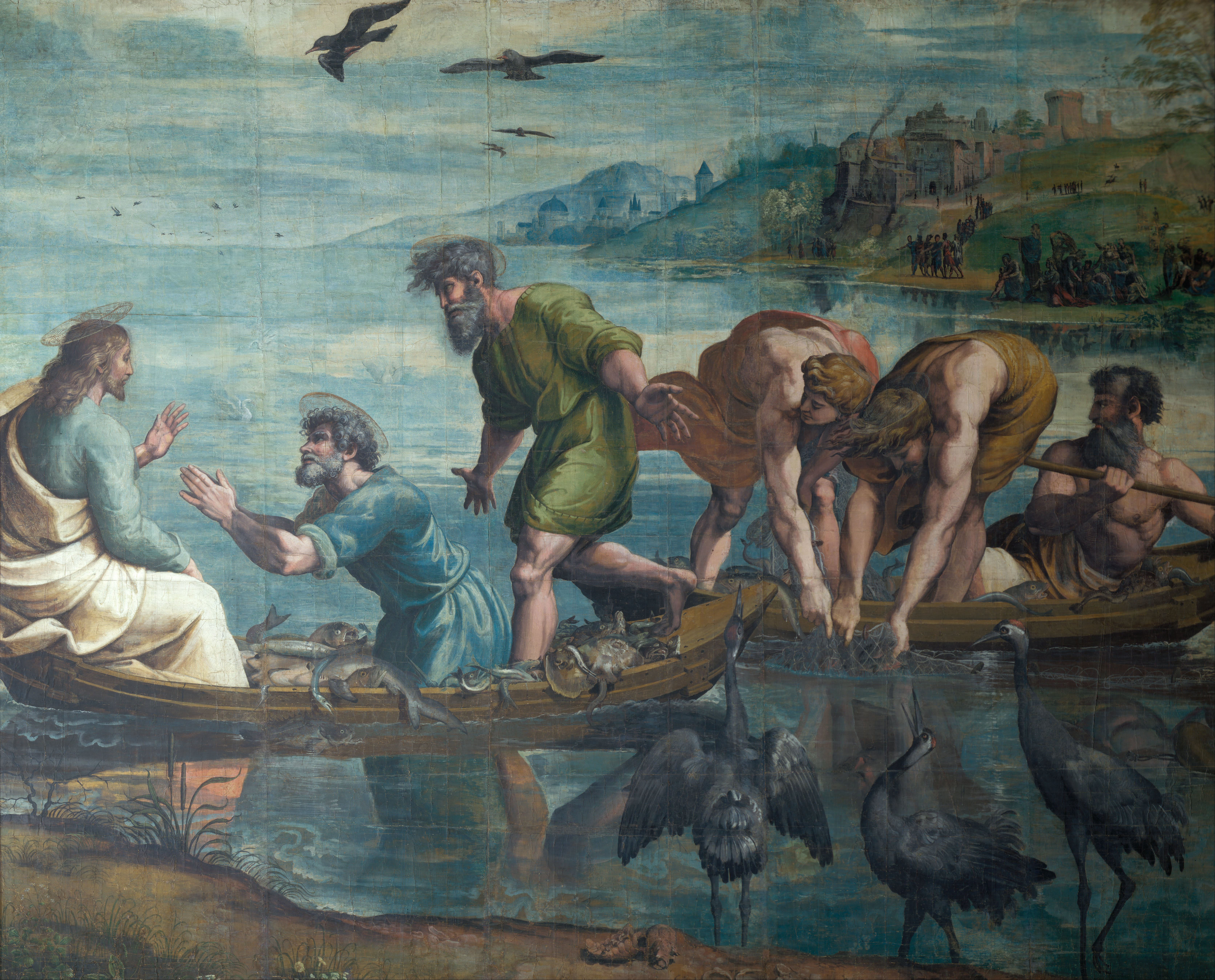
Premiers disciples et Pêche miraculeuse
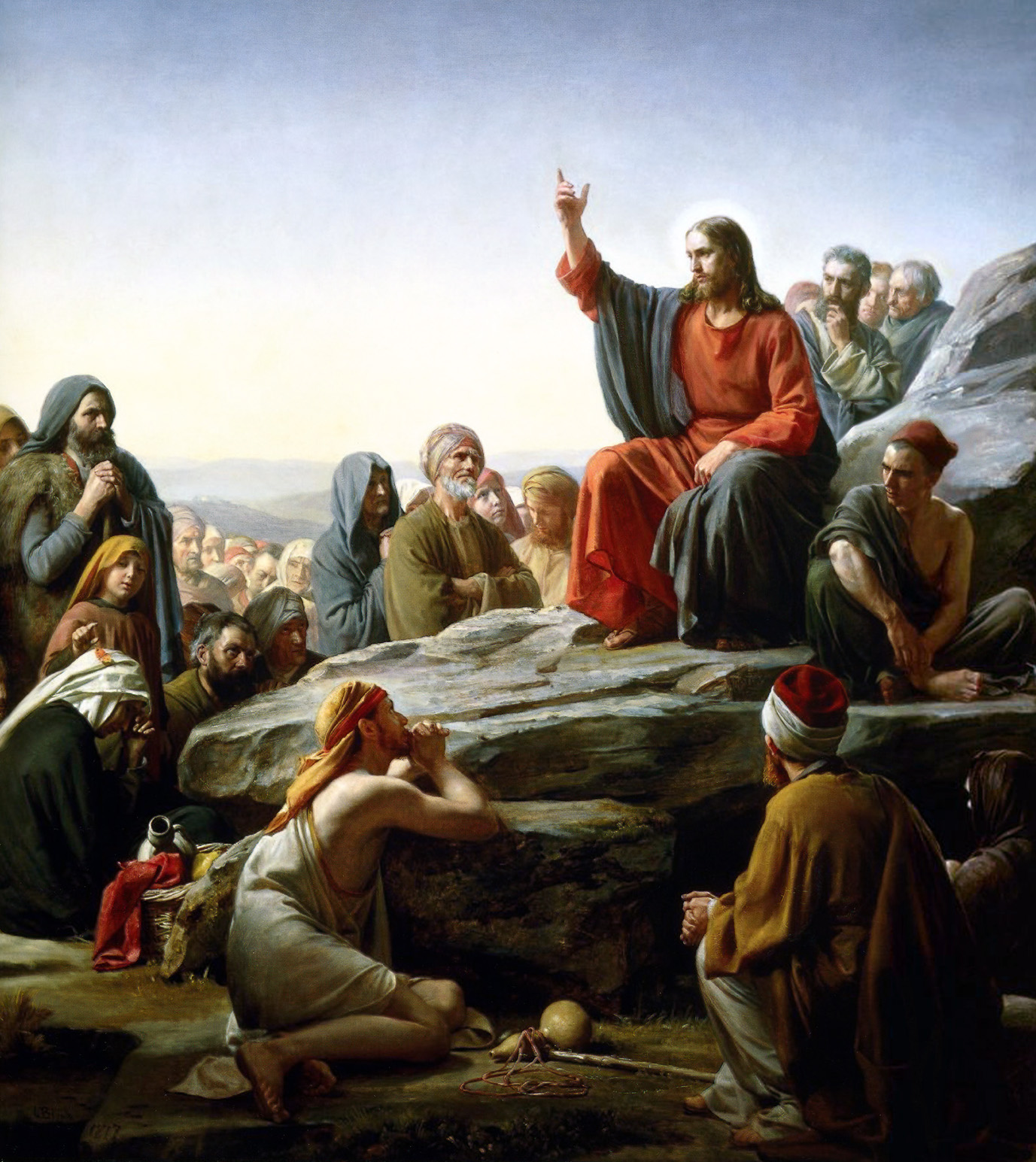
Sermon sur la montagne

### Grand ministère galiléen
Le Grand ministère galiléen, commence en Matthieu 8, après le Sermon sur la montagne et mentionne les activités jusqu'à la mort de Jean le Baptiste,.
Les débuts de cette période contiennent la Guérison d'un serviteur d'un centurion (Matthieu 8:5-13) ainsi que le Miracle de la tempête apaisée (Matthieu 8:23-27), traitant tous les deux le thème de la foi et de la crainte. Lorsque le Centurion prouve sa foi en Jésus en demandant une "guérison à distance", Jésus le loue pour sa foi exceptionnelle. D'autre part, lorsque ses propres disciples se montrent craintifs d'une tempête sur la Mer de Galilée, Jésus leur ordonne d'avoir plus de foi, après il commande à la tempête de cesser,.

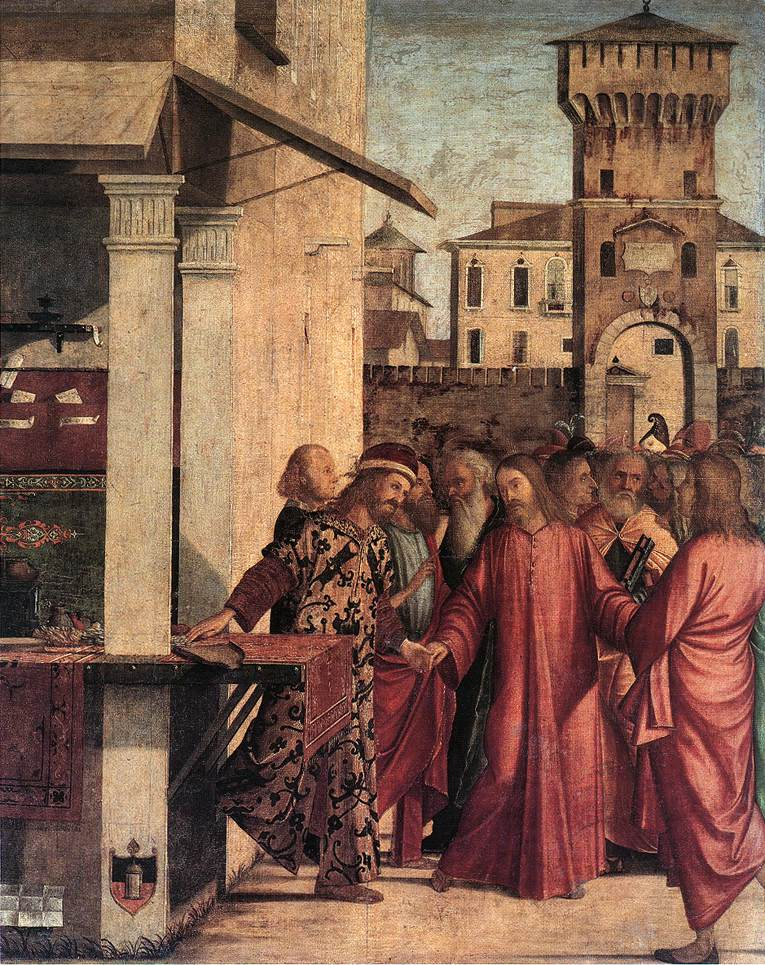
La Vocation de Matthieu, par Vittore Carpaccio, 1502

Lors de cette période, Jésus regroupe encore les douze apôtres, et la Vocation de Matthieu prend place en Matthieu 9:9. Les conflits et les critiques entre Jésus et les Pharisiens se poursuivent, ils critiquent Jésus puisqu'il fréquente les "publicains et les pécheurs", par lequel Jésus répond : "Ce ne sont pas les biens portants qui ont besoin d'un médecin, mais les malades. Je ne suis pas venu appeler les justes, mais les pécheurs à se repentir."
L'Institution des douze apôtres relate la sélection initiale des douze apôtres parmi les disciples de Jésus,. Jésus se rend sur flanc d'une montagne pour prier, et après avoir passé la nuit à prier Dieu, au matin il appelle ses disciples et en choisit douze.
Dans le Discours missionnaire, Jésus forme les douze apôtres qui ont nommés en Matthieu 10:2-3 de ne transporter aucun effet personnel comme ils voyagent de ville en ville et prêchent,. Séparément, Luc 10:1-24 relate les Septante disciples, où Jésus nomme un nombre plus large de disciples et les envoie par paires avec le Mandat du missionnaire d'aller dans les villages avant l'arrivée de Jésus ici.
Dans Matthieu 11:2-6 deux messagers de Jean le Baptiste arrivent pour demander à Jésus s'il est le Messie attendu, ou "devons-nous en attendre un autre ?" Jésus réplique, "Allez rapporter à Jean ce que vous entendez et ce que vous voyez : L'aveugle voit, le boiteux marche". Suivant cela, Jésus commence à parler aux foules à propos de Baptiste.
Cette période est riche en paraboles ainsi qu'en enseignements et contient le Discours Parabolique, qui fournit beaucoup de paraboles pour le Royaume des Cieux, commençant en Matthieu 13:1. Ils incluent les paraboles du Semeur, du Bon Grain et l'Ivraie, du grain de sénevé et du levain, adressées au public dans son ensemble, ainsi que la Parabole du trésor caché, de la perle et du filet.
À la fin du Grand Ministère Galiléen, Jésus retourne dans sa patrie, Nazareth. Sa sagesse est ici reconnue, interrogée, et rejetée.

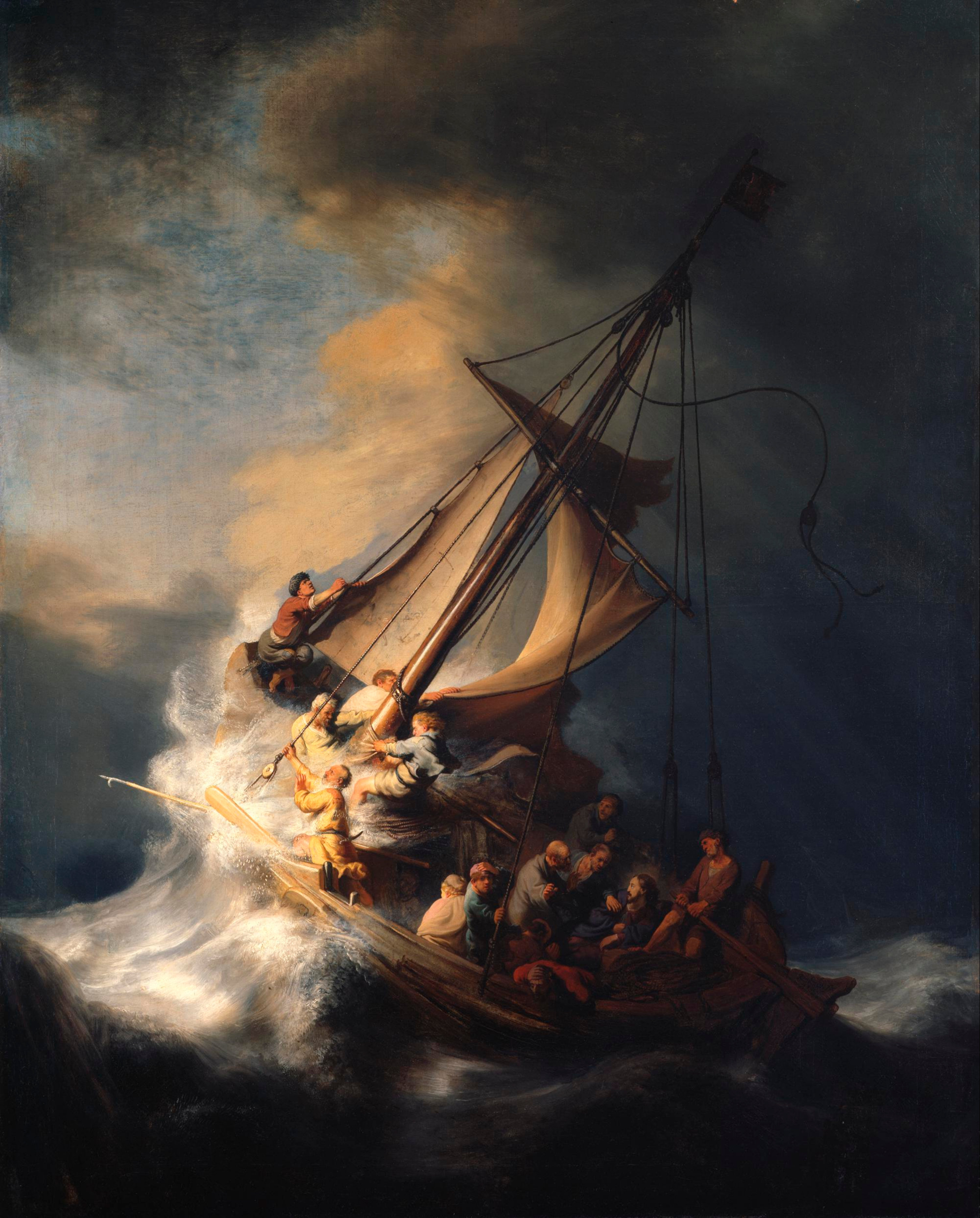
Miracle de la tempête apaisée
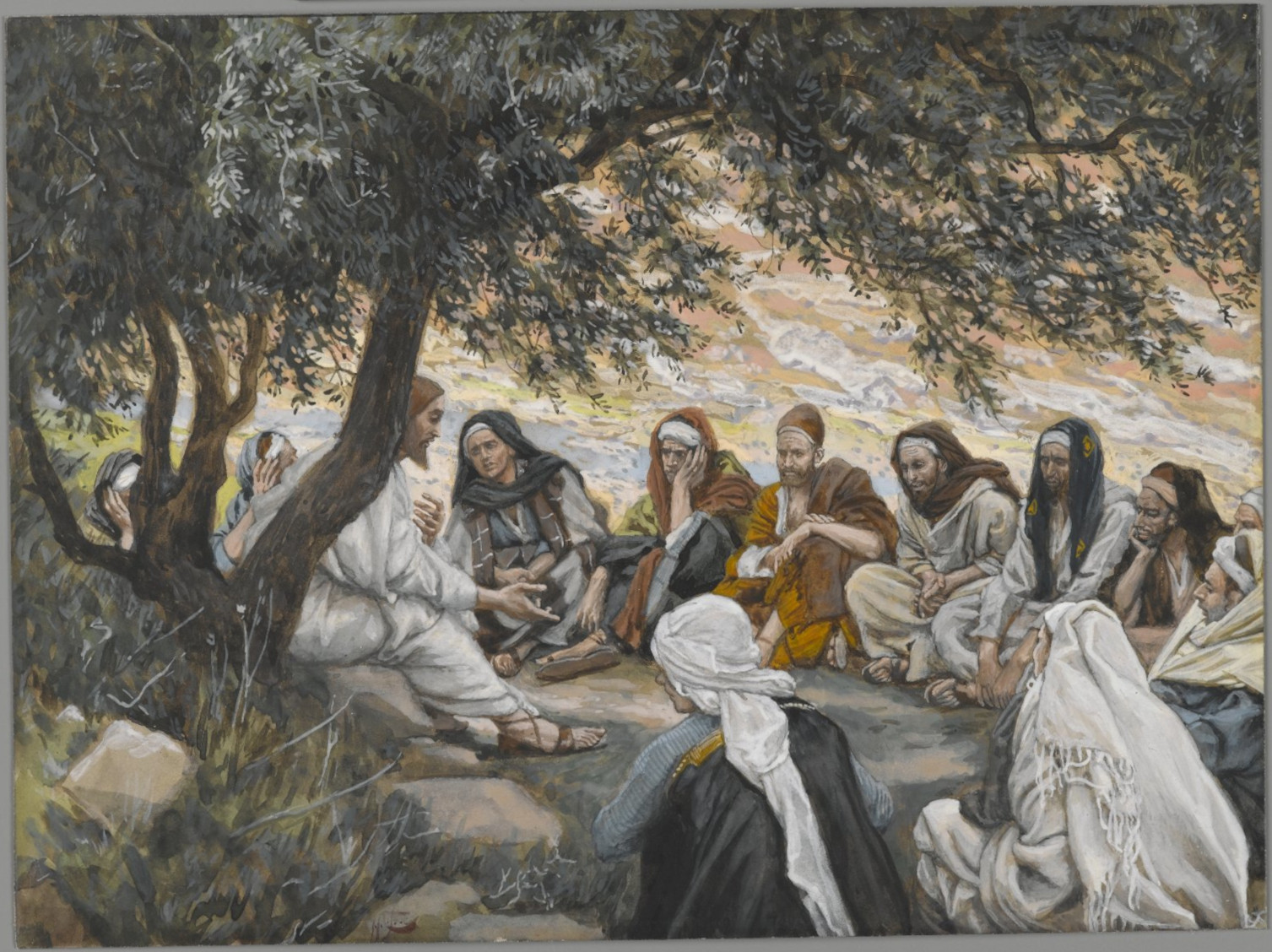
Douze Apôtres
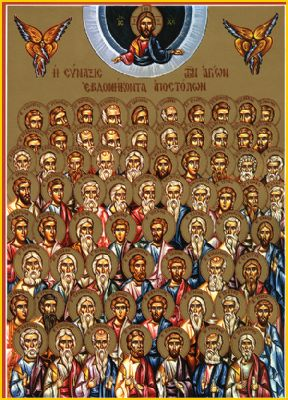
Septante disciples
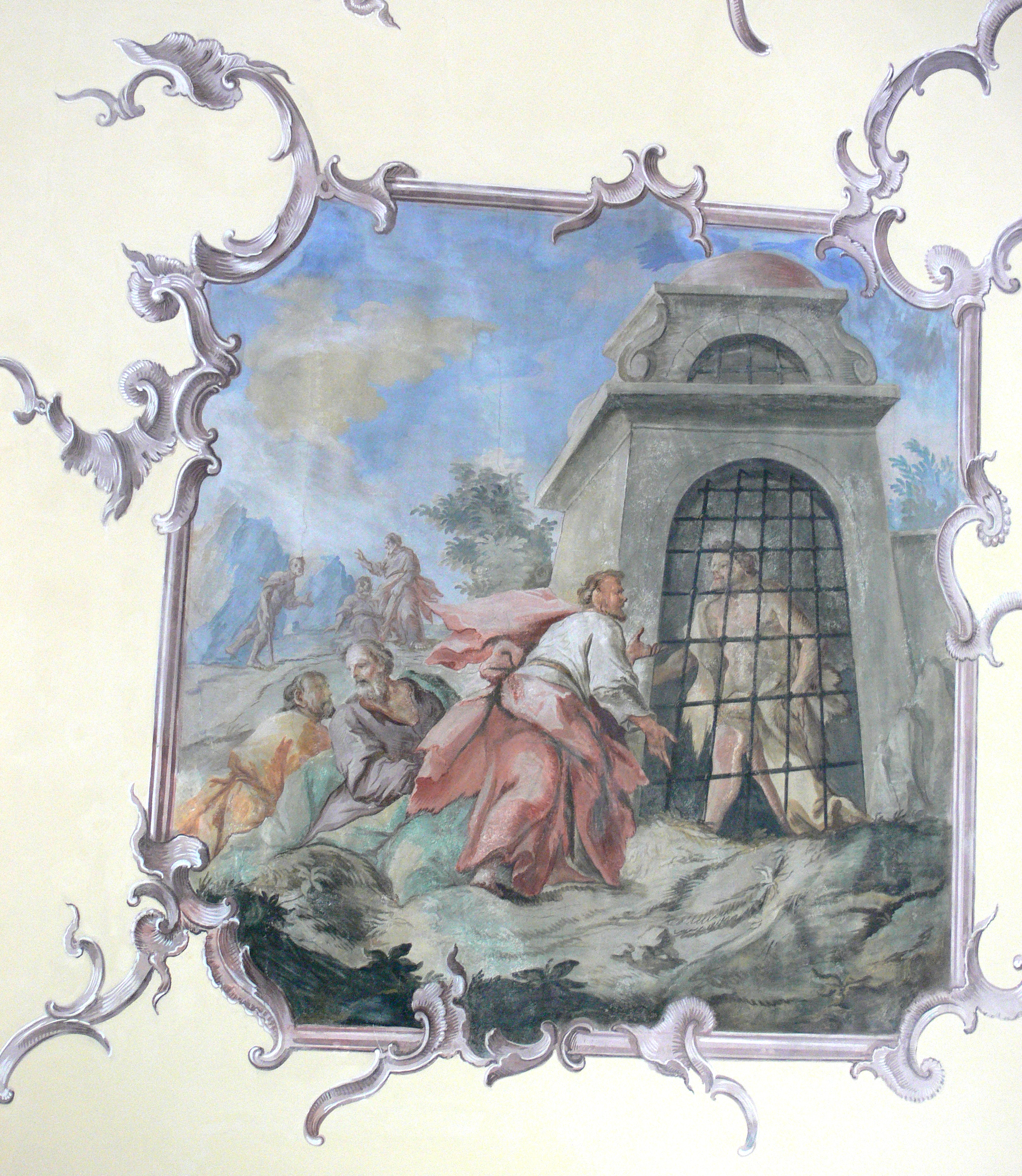
Messagers de Jean le Baptiste

### Dernier ministère galiléen
Le Dernier ministère Galiléen commence après la décollation de Jean Baptiste, et contient les épisodes de la Multiplication des pains ainsi que la Marche sur les eaux, tous deux en Matthieu 14. Après avoir entendu la décollation de Baptiste, Jésus se retire en bateau en privé dans un endroit solitaire à côté de Bethsaïde, où il s'adresse aux foules qui l'ont suivi à pied à partir des villes, et les nourrit tous avec "cinq pains et deux poissons" fournis par un garçon.
Suivant cela, les évangiles présentent l'épisode de la Marche sur les eaux en Matthieu 14:22-23, Marc 6:45-52 et Jean 6:16-21 comme une étape importante dans le développement de la relation entre Jésus et ses disciples, à ce stade de son ministère. L'épisode souligne l'importance de la foi en déclarant que, lorsqu'il essaya de marcher sur les eaux, Pierre commença à couler quand il perdit la foi et devint effrayé. À la fin de cet épisode, les disciples augmentent leur foi en Jésus, et, en Matthieu 14:33, ils disent : « Vraiment, tu es le Fils de Dieu ! »
Les enseignements majeurs lors de cette période incluent le Discours sur la souillure dans Matthieu 15:1-20 et Marc 7:1-23 où, en réponse à une plainte des Pharisiens, Jésus déclare : «Ce n’est pas ce qui entre dans la bouche qui rend l’homme impur ; mais ce qui sort de la bouche, voilà ce qui rend l’homme impur. »
Suivant cet épisode, Jésus se retire dans les "parties de Tyr et de Sidon" proches de la Mer Méditerranée, où l'épisode de la Guérison de la fille d'une Cananéenne prend place en Matthieu 15:21-28 et Marc 7:24-30. Cet épisode est un exemple de la manière dont Jésus souligne la valeur de la foi, disant à la femme : « Femme, grande est ta foi, que tout se passe pour toi comme tu le veux ! ». L'importance de la foi est également soulignée dans l'épisode de la Guérison des dix lépreux en Luc 17:11-19.
Dans l'Évangile selon Marc, après avoir traversé Sidon, Jésus entre dans la région du Décapole, un groupe de dix cités au sud-est de la Galilée, où le miracle de la Guérison du sourd-muet est rapporté en Marc 7:31-37. Après la guérison, les disciples disent : « il fait entendre les sourds et parler les muets. » L'épisode est le dernier d'une série de miracles racontés qui renforce la proclamation de Pierre de Jésus comme Christ dans Marc 8:29.

## De la Judée et de la Pérée à Jérusalem

### Ministère judéen ultérieur
Lors de cette période, Jésus commence son voyage final à Jérusalem en faisant le tour de la Samarie, en passant par la Pérée et la Judée vers Jérusalem. Au début de cette période, Jésus prédit sa mort pour la première fois, et cette prédiction s'accumule aux deux autres épisodes, la prédiction finale étant juste avant que Jésus n'entre à Jérusalem pour la dernière fois, la semaine de sa crucifixion. En Matthieu 16:21-28 et Marc 8:31-33, Jésus commença à enseigner aux disciples qu’il fallait que «le Fils de l’homme souffre beaucoup, qu’il soit rejeté par les anciens, les grands prêtres et les scribes, qu’il soit tué, et que, trois jours après, il ressuscite.»

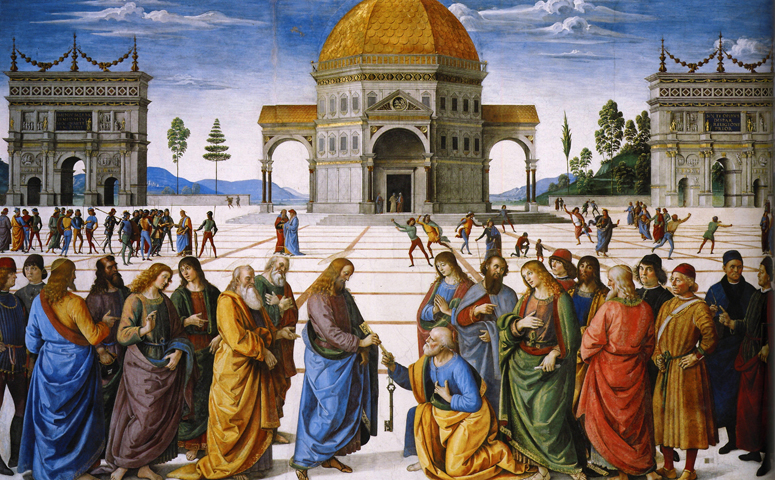
Représentation de Pietro Perugino de la « Remise des clés à saint Pierre » par Jésus, 1492

Plus tard dans cette période, vers le milieu de chacun de ces trois évangiles synoptiques, deux épisodes marquent un tournant dans le ministère de Jésus : la Profession de foi de Pierre et la Transfiguration. Ces épisodes commencent à Baniyas, au nord de la Mer de Galilée, au début du dernier voyage à Jérusalem qui se termine par la Passion et la Résurrection de Jésus. Ces épisodes marquent le commencement d'une divulgation graduelle de l'identité de Jésus comme le Messie à ses disciples, et sa prédiction de sa propre souffrance et mort.
La profession de foi de Pierre débute comme un dialogue entre Jésus et ses disciples en Matthieu 16:13, Marc 8:27 et Luc 9:18. Jésus demande à ses disciples : Au dire des gens, qui suis-je ? Simon Pierre lui répond : Tu es le Christ. En Matthieu 16:17, Jésus bénit Pierre pour sa réponse, et déclare : «ce n’est pas la chair et le sang qui t’ont révélé cela, mais mon Père qui est aux cieux.» En bénissant Pierre, Jésus n'accepte pas seulement les titres de Christ et de Fils de Dieu, que Pierre lui attribue, mais déclare la proclamation une révélation divine en déclarant que son Père aux cieux l'a révélé à Pierre. Dans cette affirmation, en endossant deux titres comme révélation divine, Jésus déclare lui-même être à la fois le Christ et le Fils de Dieu.
Dans l'Évangile selon Matthieu, suivant cet épisode, Jésus choisit aussi Pierre comme le chef des Apôtres, déclare que "sur cette pierre je bâtirai mon Église". En Matthieu 16:18, Jésus poursuit ensuite : "Tu es Pierre, et sur cette pierre je bâtirai mon Église". Le mot "église" (ekklesia en Grec) est employé ici, n'apparaît dans les évangiles qu'une seule fois de plus, dans Matthieu 18:17, et mentionne la communauté des croyants à l'époque.

### Ministère péréen ultérieur
Suivant la Profession de foi de Pierre, le récit de la Transfiguration est le prochain événement majeur et apparaît en Matthieu 17:1-9, Marc 9:2-8 et Luc 9:28-36. Jésus prend Pierre et deux autres apôtres avec lui et se rend sur une montagne, qui n'est pas nommée. Une fois sur la montagne, Matthieu 17:2 déclare que Jésus "fut transfiguré devant eux ; son visage devint brillant comme le soleil, et ses vêtements, blancs comme la lumière." A ce stade, les prophètes Élie et Moïse apparaissent et Jésus commence à leur parler. Luc est précis dans la description de Jésus dans un état de gloire, avec Luc 9:32 mentionnant "ils virent la gloire de Jésus". Une nuée lumineuse les couvrit, et une voix venant de la nuée déclare : « Celui-ci est mon Fils bien-aimé, en qui je trouve ma joie : écoutez-le ! ».

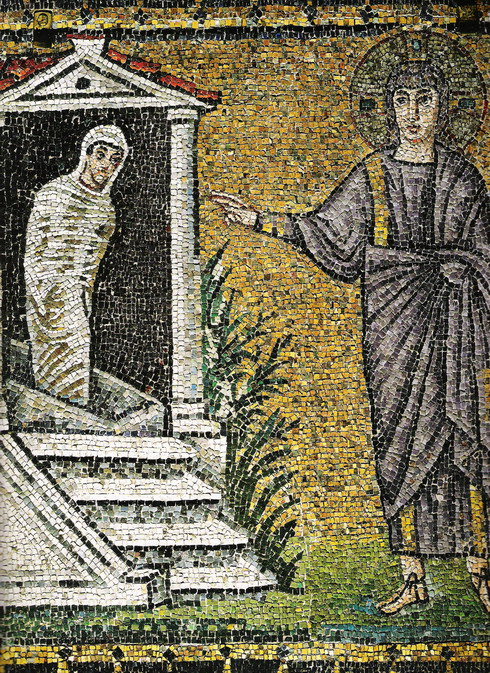
Une mosaïque du sixième siècle représentant la Résurrection de Lazare, Basilique Saint-Apollinaire-le-Neuf, Ravenne, Italie

La Transfiguration ne soutient pas seulement l'identité de Jésus comme le Fils de Dieu, (comme lors de son baptême), mais la déclaration "écoutez-le" l'identifie comme le messager et le porte-parole de Dieu. La signification est mise en valeur par la présence d'Elie et de Moïse, car cela indique aux apôtres que Jésus est la voix de Dieu, et, à la place d'Elie et de Moïse, il devrait être écouté, en vertu de sa relation filiale avec Dieu. 2 Pierre 1:16-18 répète le même message : à la Transfiguration, Dieu assigne à Jésus "l’honneur et la gloire" et il s'agit du tournant auquel Dieu exalte Jésus au-dessus de tous les autres pouvoirs dans la création.
Beaucoup d'épisodes dans le Ministère judéen ultérieur proviennent de l'Évangile selon Luc mais, en général, cette séquence d'épisodes dans Luc ne fournit pas assez d'informations géographiques pour fixer la Pérée. Cependant, l'Évangile selon Jean déclare qu'il retourna là où il fut baptisé, et Jean 10:40-42 déclare que "beaucoup crurent en lui", disant "tout ce que Jean a dit de celui-ci était vrai". L'endroit où Jésus fût baptisé est déduit comme le quartier de la zone de Pérée, compte tenu des activités du Baptiste à Al-Maghtas et Aïnon dans Jean 1:28 et Jean 3:33.
Cette période du ministère contient le Discours sur l'église, dans lequel Jésus anticipe une communauté future de disciples et explique le rôle de ses apôtres en la dirigeant. Elle inclut les paraboles de la Brebis égarée et de la Dette dans Matthieu 18, qui mentionne aussi le Royaume des Cieux. Le thème général du discours est l'anticipation d'une communauté future de disciples, et le rôle de ses apôtres en la dirigeant.
S'adressant à ses apôtres dans Matthieu 18:18, Jésus déclare : "Amen, je vous le dis : tout ce que vous aurez lié sur la terre sera lié dans le ciel, et tout ce que vous aurez délié sur la terre sera délié dans le ciel.". Le discours souligne l'importance de l'humilité et de l'abnégation comme les grandes vertus au sein de la communauté anticipée. Cela enseigne que dans le Royaume de Dieu, il s'agit de l'humilité personnelle qui compte, non la notoriété sociale et l'influence.
À la fin de cette période, l'Évangile selon Jean inclut l'épisode de la Résurrection de Lazare dans Jean 11:1-46, dans lequel Jésus ramène Lazare de Béthanie à la vie quatre jours après son enterrement. Dans l'Évangile selon Jean, la résurrection de Lazare est l'apogée des "sept signes" qui confirment progressivement l'identité de Jésus comme le Fils de Dieu et le Messie attendu. Il s'agit également d'un épisode crucial qui commence la chaîne d'événements qui conduit les foules à chercher Jésus lors de son entrée à Jérusalem - menant à la décision de Caïphe et du Sanhédrin de planifier la mort de Jésus (Crucifixion de Jésus).

## Dernier ministère à Jérusalem

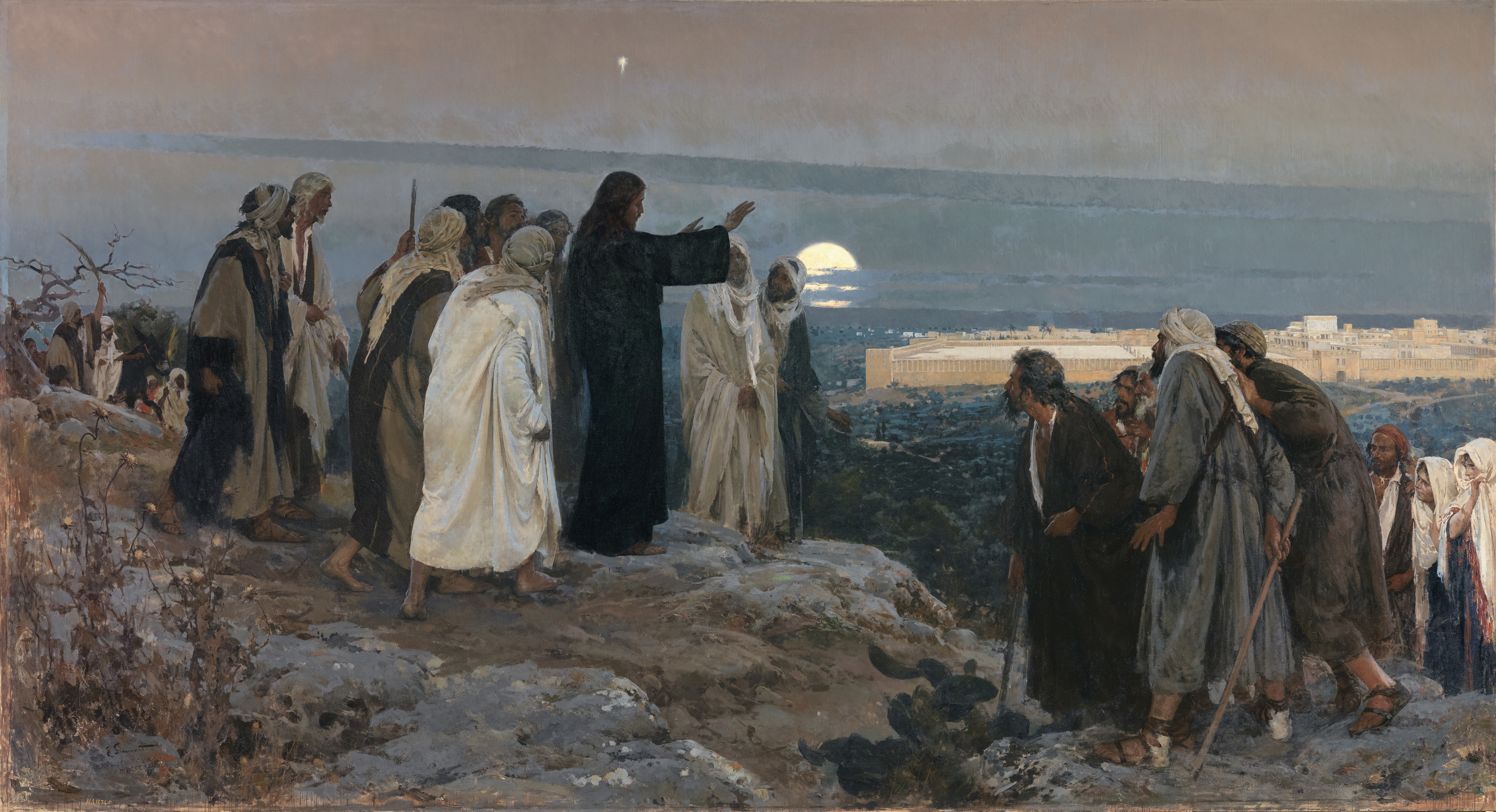
Flevit super illam (Il pleura sur elle) ; par Enrique Simonet, 1892.

Le dernier ministère à Jérusalem est traditionnellement appelé la Passion et débute avec l'Entrée de Jésus à Jérusalem tôt dans la semaine qui inclut la Cène et est liturgiquement marquée comme Semaine Sainte. Les évangiles prêtent une attention spéciale au récit de la dernière semaine de la vie de Jésus à Jérusalem, et le récit s'élève à environ un tiers du texte des quatre évangiles, montrant son sens théologique dans la pensée Chrétienne dans le christianisme primitif.
Avant d'arriver à Jérusalem, dans Jean 12:9-11, après la résurrection de Lazare, les foules se réunissent autour de Jésus et croient en lui, et le jour suivant les multitudes qui furent réunies pour le festin à Jérusalem accueillent Jésus tandis qu'il descend du Mont des Oliviers vers Jérusalem dans Matthieu 21:1-11, Marc 11:1-11, Luc 19:28-44 et Jean 12:12-19. Dans Luc 19:41-44 comme Jésus s'approche de Jérusalem, il voit la ville et pleure sur elle, prédisant la souffrance qu'attend la ville.

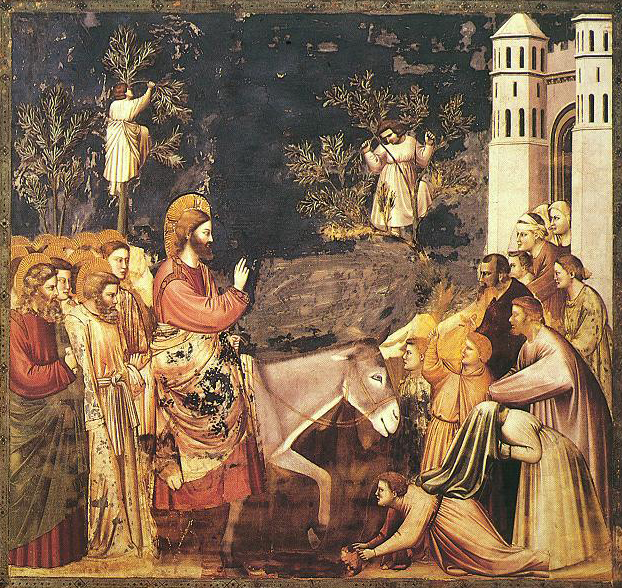
Jésus entre à Jérusalem et les foules l'accueille, par Giotto,

Dans les trois évangiles synoptiques, l'entrée à Jérusalem est suivie par l'épisode de l'Expulsion des marchands du Temple, dans lequel Jésus renvoie les bureaux de change du Temple, les accusant de transformer le Temple en un repaire de voleurs par leurs activités commerciales. Il s'agit du récit unique de Jésus employant la force physique dans tous les évangiles. Les synoptiques incluent un nombre de paraboles bien connues et des sermons tel que l'Offrande de la veuve et le Discours eschatologique pendant la semaine qui suit.
Lors de cette semaine, les synoptiques narrent également les conflits entre Jésus et les autorités juives, dans des épisodes tels que L'autorité de Jésus remise en question et les Malheurs des pharisiens, dans lequel Jésus critique leur hypocrisie. Judas Iscariote, un des douze apôtres, s'approche des autorités juives et accomplit le Marché de Judas dans laquelle il accepte de trahir Jésus et le remettre aux autorités. Matthieu précise le prix comme trente pièces d'argent.

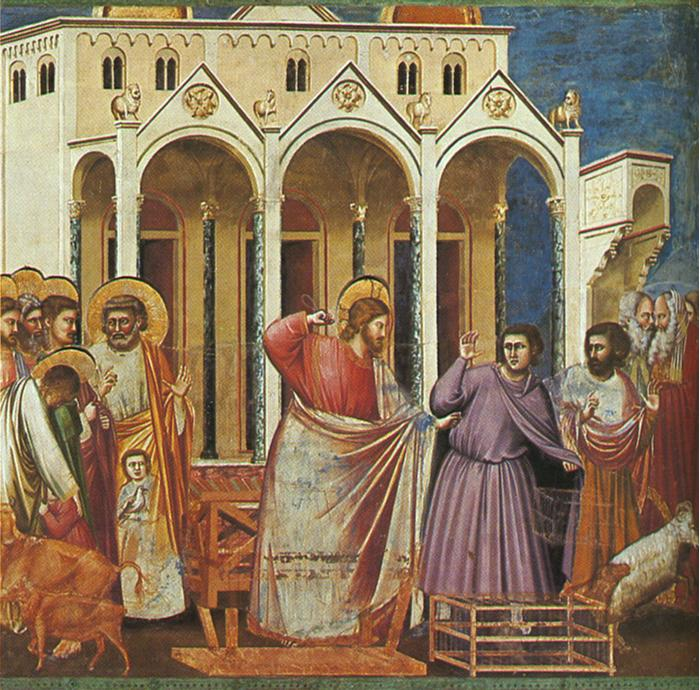
Expulsion des marchands du Temple par Giotto,

Dans Matthieu 24, Marc 13 et Luc 21, Jésus fournit un Discours sur la Fin des Temps, également appelé Discours sur le mont des Oliviers puisqu'il fut délivré sur le Mont des Oliviers. Le discours porte principalement sur le jugement et la conduite attendue des disciples de Jésus ainsi que du besoin de vigilance par les disciples en vue du jugement dernier. Le discours est généralement perçu comme mentionnant la destruction du Temple de Jérusalem, aussi bien que la Fin des Temps et la Deuxième venue du Christ, mais les nombreux avis scientifiques sur quels versets mentionnent quel événement demeurent divisés.
Un épisode clé dans la dernière partie du ministère de Jésus est la Cène, contenant l'Institution de l'Eucharistie. Dans Matthieu 26:26-29, Marc 14:22-25 et Luc 22:19-20 pendant la Cène, Jésus prend du pain, le rompt et le donne à ses disciples, disant :  « Ceci est mon corps, donné pour vous.» Il leur donne aussi "la coupe" à boire, disant que c'est son sang. Tandis que c'était peut-être fermenté, aucun des récits bibliques la réfère au vin, mais plutôt au "fruit du vin" ou "la coupe". Dans 1 Corinthiens 11:23-26, l'apôtre Paul mentionne la Cène. Jean 14-17 conclut la Cène avec un long sermon en trois chapitres connu comme le Discours d'adieu qui prépare les disciples à l'Ascension de Jésus.

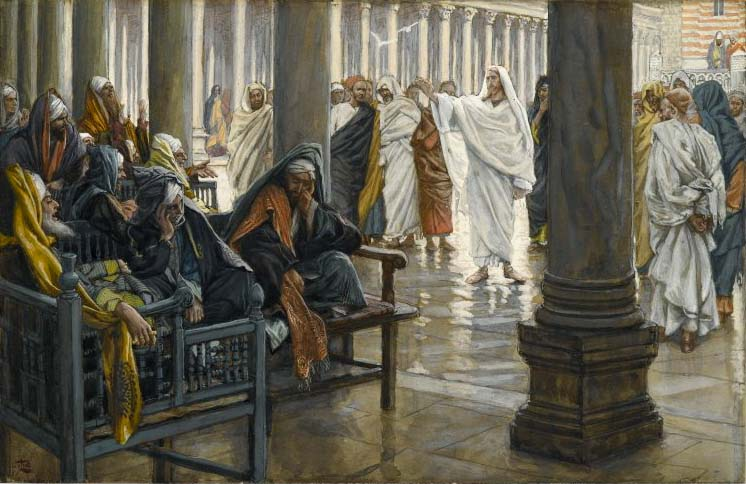
Malheurs des Pharisiens
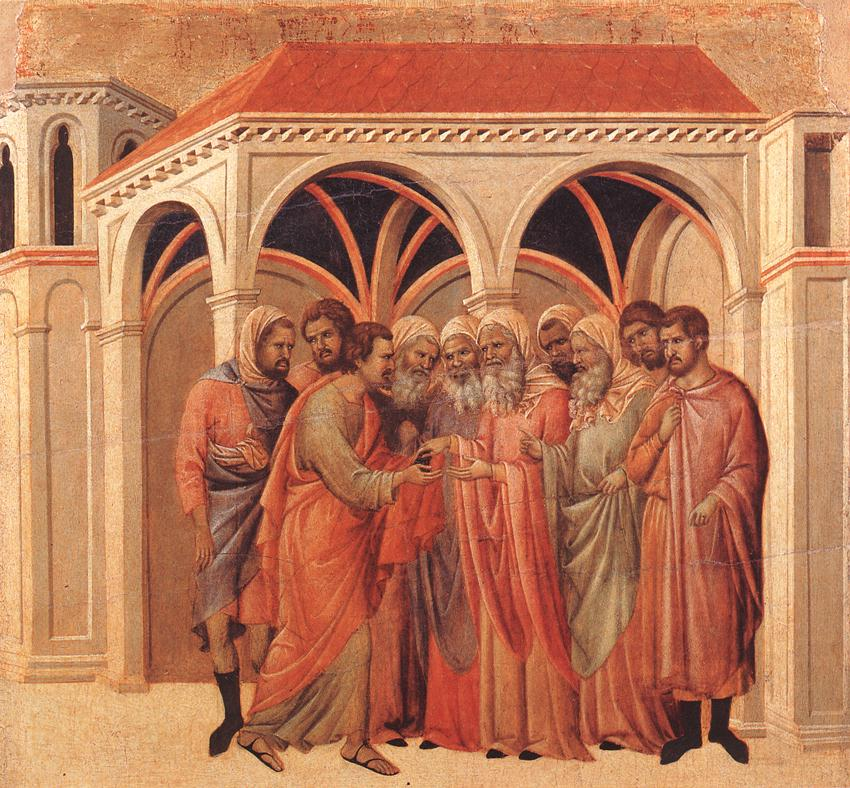
Marché de Judas
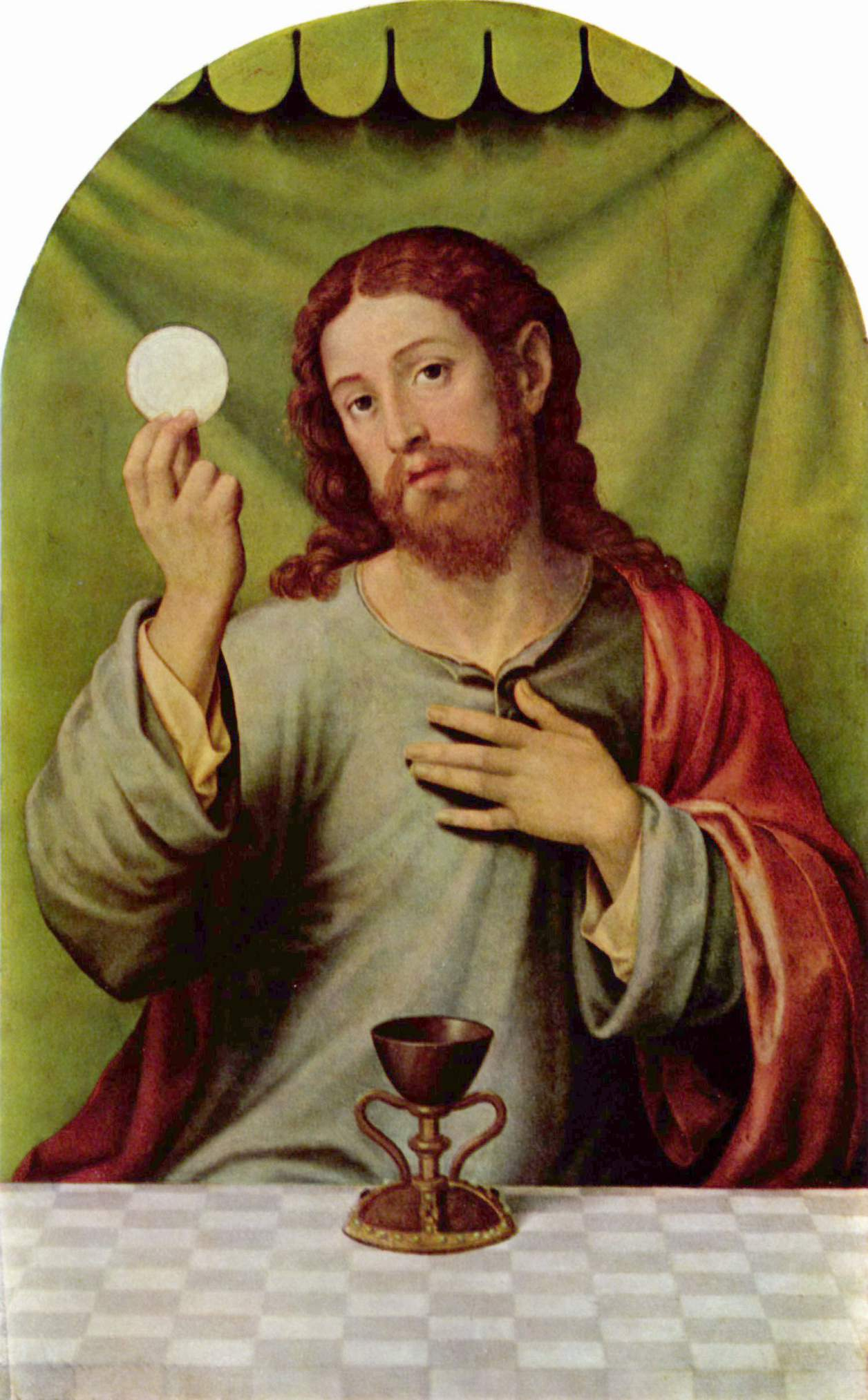
Cène et Eucharistie
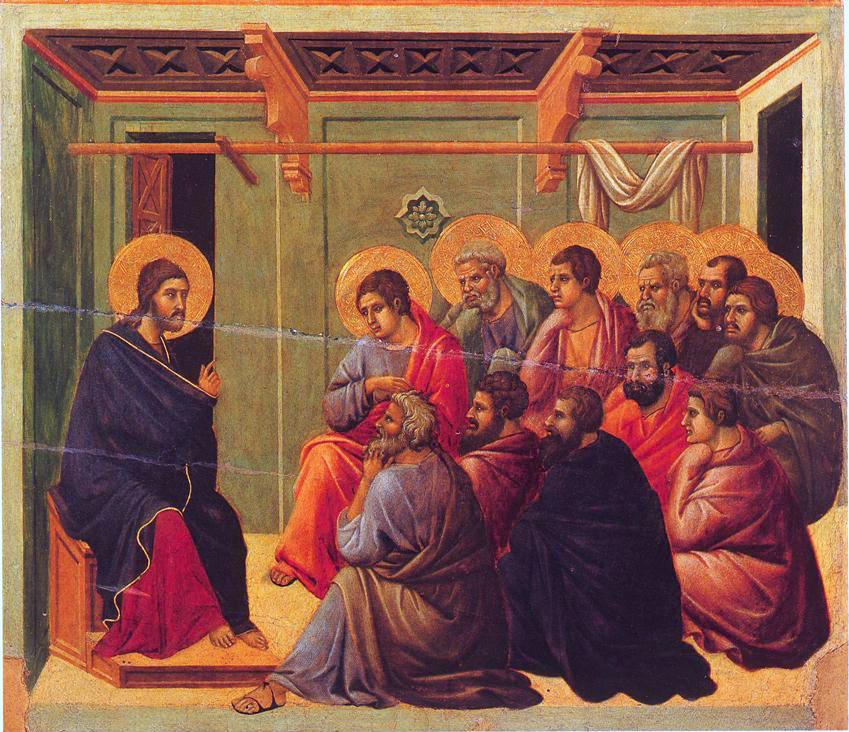
Discours d'adieu

## Voir également
Évangiles et théologie
- Thèse mythiste
- Harmonie des Évangiles
- Jésus de Nazareth
- Jesus Seminar
- Jésus dans le christianisme
- Vie du Christ dans l'art
- Vie de Jésus dans le Nouveau Testament
- Miracles de Jésus
- Parabole (Nouveau Testament)

Lieux associés
- Al-Maghtas
- Qasr al-Yahoud